# Leonard Warren
Leonard Warren (ur. 21 kwietnia 1911 w Nowym Jorku, zm. 4 marca 1960 tamże) – amerykański śpiewak operowy, baryton. 
Urodził się w Nowym Jorku jako Leonard Warenoff w rodzinie Żydów rosyjskich. W 1935 r. zaczął występować w chórze Radio City Music Hall, zaś trzy lata później wziął udział w przesłuchaniach dla Metropolitan Opera. Chociaż nie miał muzycznego wykształcenia, został od razu zauważony jako wielki talent, podpisał kontrakt z Metropolitan i został wysłany do Włoch w celu dalszego szkolenia głosu. Po powrocie do Nowego Jorku debiutował w Metropolitan w koncercie arii z oper Verdiego Traviata oraz Ruggiero Leoncavalla Pajace. W 1939 r. pierwszy raz wystąpił w pełnej produkcji operowej jako Paolo w operze Verdiego Simon Boccanegra. 
Warren występował gościnnie w operach w San Francisco, Chicago, mieście Meksyk i Buenos Aires, zaś w latach 50. XX w. czasowo związał się z mediolańską La Scalą oraz odbył tournée po ZSRR. Całe życie czuł się jednak wyjątkowo związany z Metropolitan Opera i tam stworzył większość swoich wspaniałych kreacji. Zasłynął jako interpretator Verdiego – zdobył bezapelacyjną światową sławę w 1950 r. występując w tytułowej roli w Rigolettcie Verdiego. Grał również hrabiego Lunę w Trubadurze, Tonia w Pajacach, torreadora Escamilla w Carmen oraz barona Scarpię w Tosce. 
4 marca 1960 Warren zmarł na skutek rozległego ataku serca w czasie przedstawienia Mocy przeznaczenia Verdiego, gdzie grał Don Carlosa. Wg legendy – pod koniec drugiej odsłony III aktu, przed rozpoczęciem cabaletty Morir, tremenda cosa nagle zaczął kaszleć, upadł na scenę i zmarł na miejscu.